# Connétable et gouverneur du château de Windsor
 (janvier 2025).
Si vous disposez d'ouvrages ou d'articles de référence ou si vous connaissez des sites web de qualité traitant du thème abordé ici, merci de compléter l'article en donnant les références utiles à sa vérifiabilité et en les liant à la section « Notes et références ».
Le connétable et gouverneur du château de Windsor (en anglais : Constable and Governor of Windsor Castle) est une personnalité britannique responsable du Château de Windsor en Angleterre au nom de la monarchie britannique. Les opérations quotidiennes relèvent du surintendant, qui est un officier du Département de la Maison royale du Maître de la Maison.
Le connétable ne reçoit aucun salaire, mais a une résidence dans le château. De 1833 à 1957, le poste est principalement occupé par un membre de la famille royale ; depuis la seconde moitié du XXe siècle, il est tenu par un officier supérieur retraité des forces armée de la Couronne. Il est le représentant du Lord-chambellan au sein du château. Le connétable a également la charge nominale de sa garnison, y compris la garde du château issue de la garde à pied de la Household Division, ainsi que les chevaliers militaires de Windsor. Les postes de connétable et de gouverneur sont réunis depuis 1660. Un uniforme spécial est prescrit pour le connétable et gouverneur, alternativement, l'uniforme de service peut également être porté.
Entre 1833 et 1989 il y avait également un connétable adjoint et un lieutenant-gouverneur. À partir de 1964, il est également gouverneur des chevaliers militaires de Windsor, jusqu'à ce que le poste soit supprimé en 1989. À une époque, il y avait aussi un connétable séparé de la Tour Ronde. De 1928 à 1935, le poste était conjoint de celui du connétable adjoint.

## Liste des connétables et gouverneurs du château de Windsor
La liste suivante, est une liste aussi complète que possible à partir des sources actuellement disponibles des châtelains, gardiens, connétables et gouverneur du château de Windsor.
| Nom                                  | De          | À           | Notes                                            | Réf.  |
| ------------------------------------ | ----------- | ----------- | ------------------------------------------------ | ----- |
| Walter FitzOther                     | 1086        | 1100        | NC                                               |       |
| William FitzWalter de Windsor        | 1100        | 1153        | NC                                               |       |
| Richard de Luci                      | 1153        | 1179        | NC                                               |       |
| Hugh de Puiset                       | 1190        | 1190        | Comte de Northumberland et Évêque de Durham.     |       |
| William de Longchamp                 | 1191        | 1191        | Évêque d'Ely et Lord grand chancelier.           |       |
| William d'Aubigné                    | 1191        | 1191        | NC                                               |       |
| William de Longchamp                 | 1191        | 1191        | Deuxième mandat.                                 |       |
| Hubert Walter                        | 1191        | 1193        | Évêque de Salisbury et Archevêque de Cantorbéry. |       |
| Hubert de Burgh                      | 1200        | 1200        | NC                                               |       |
| John FitzHugh                        | 1201        | 1204        | NC                                               |       |
| Robert de Vipont                     | 1204        | 1205        | NC                                               |       |
| John FitzHugh                        | 1205        | 1216        | Deuxième mandat.                                 |       |
| Engelard de Cigogné                  | 1216        | 1223        | NC                                               |       |
| Étienne Langton                      | 1223        | 1224        | Archevêque de Cantorbéry                         |       |
| William de Rughedon                  | 1224        | 1224        | NC                                               |       |
| Obsert Giffard                       | 1224        | 1224        | NC                                               |       |
| Ralph Tirel                          | 1224        | 1225        | NC                                               |       |
| Hubert de Burgh                      | 1226        | 1233        | NC                                               |       |
| William de Millers                   | 1228        | NC          | NC                                               |       |
| Waleran Tyes                         | 1231        | NC          | NC                                               |       |
| Alan de Crepping                     | 1231        | NC          | NC                                               |       |
| Stephen de Segrave                   | 1232        | NC          | NC                                               |       |
| Henry de Passelewe                   | 1233        | NC          | NC                                               |       |
| Engelard de Cigogné                  | 1234        | NC          | Deuxième mandat.                                 |       |
| Bernard de Savoy                     | 1242        | NC          | NC                                               |       |
| Pierre de Genève (en)                | 1248        | 1249        | NC                                               |       |
| Maud (Matilda) de Lacy               | 1249        | NC          | Veuve de Pierre de Genève                        |       |
| Aymon Thurumbert                     | 1257        | 1261        | NC                                               |       |
| John de Sancta Elena                 | 1261        | 1263        | NC                                               |       |
| Gilles de Argentine                  | 1263        | NC          | NC                                               |       |
| Drew de Barentyne                    | 1264        | NC          | NC                                               |       |
| Geoffrey de Langley                  | 1264        | NC          | NC                                               |       |
| John FitzJohn                        | 1264        | NC          | NC                                               |       |
| John de Londres                      | 1266        | NC          | NC                                               |       |
| Ebulo de Montibus                    | 1266        | NC          | NC                                               |       |
| Nicholas de Yattendon                | 1269        | NC          | NC                                               |       |
| Hugh de Dyne                         | 1269        | NC          | NC                                               |       |
| Geoffrey de Pickford                 | 1272        | NC          | NC                                               |       |
| John de Londres                      | 1298        | NC          | Deuxième mandat.                                 |       |
| Roger le Sauvage                     | 1305        | 1308        | NC                                               |       |
| Robert de Haustede                   | 1308        | NC          | NC                                               |       |
| Warin de Lisle                       | 1309        | 1319        | NC                                               |       |
| Olivier de Bordeaux                  | 1319        | 1319        | NC                                               |       |
| Ralph de Camoys                      | 1319        | 1326        | NC                                               |       |
| Thomas de Huntercombe                | 1326        | 1327        | NC                                               |       |
| John de Lisle                        | 1327        | 1328        | NC                                               |       |
| Thomas Foxley                        | 1328        | 1360        | NC                                               |       |
| Richard de la Vache                  | 1360        | 1365        | NC                                               |       |
| Thomas Cheyne de Drayton Beauchamp   | 1365        | 1369        | NC                                               |       |
| Helming Legatte                      | 1369        | 1377        | NC                                               |       |
| Simon de Burley                      | 1377        | 1389        | NC                                               |       |
| Thomas Tyle                          | 1389        | 1390        | NC                                               |       |
| Peter Courtenay                      | 1390        | 1405        | NC                                               |       |
| Hugh Waterton                        | 1405        | 1408        | NC                                               |       |
| John Stanley                         | 1408        | 1413        | NC                                               |       |
| John Wintershull                     | 1413        | 1414        | NC                                               |       |
| John Waterton                        | 1414        | 1417        | NC                                               |       |
| Edmond Beaufort                      | 1438        | 1455        | NC                                               |       |
| William Neville et John Bourchier    | 1455        | 1466        | Comte de Kent                                    |       |
| John Bourchier et Humphrey Bourchier | 1466        | 1471        | NC                                               |       |
| John Bourchier                       | 1471        | 1474        | NC                                               |       |
| Walter Hungerford                    | 1474        | 1477        | NC                                               |       |
| John Erlington                       | 1483        | 1484        | NC                                               |       |
| Thomas Windsor                       | 1484        | 1485        | NC                                               |       |
| Thomas Bourchier                     | 1485        | 1495        | NC                                               |       |
| Thomas Bourchier et Giles Daubeney   | 1495        | 1511        | NC                                               |       |
| Thomas Bourchier et Henry Bourchier  | 1511        | 1525        | NC                                               |       |
| Henri Courtenay                      | 1525        | 1539        | NC                                               |       |
| Robert Dudley                        | 1559        | 1590        | NC                                               |       |
| Charles Howard                       | 1590        | 1624        | NC                                               |       |
| George Villiers                      | 1624        | 1628        | NC                                               |       |
| Henry Rich                           | 1628        | 1648        | NC                                               |       |
| Philip Herbert                       | 1648        | 1648        | NC                                               |       |
| John Venn                            | 1648        | 1653        | NC                                               |       |
| Bulstrode Whitelocke                 | 1653        | 1657        | NC                                               |       |
| John Lenthall                        | 1657        | 1660        | NC                                               |       |
| John Mordaunt                        | 1660        | 1668        | NC                                               |       |
| Rupert du Rhin                       | 1668        | 1682        | NC                                               |       |
| Henry Howard                         | 1682        | 1701        | NC                                               |       |
| George FitzRoy                       | 1701        | 1716        | NC                                               |       |
| Richard Temple                       | 1716        | 1723        | NC                                               |       |
| Charles Howard                       | 1723        | 1730        | NC                                               |       |
| Charles Beauclerk                    | 1730        | 1751        | NC                                               |       |
| George Montagu                       | 1752        | 1790        | NC                                               |       |
| James Brudenell                      | 1791        | 1811        | NC                                               |       |
| Charles Stanhope                     | 1812        | 1829        | NC                                               |       |
| Henry Conyngham                      | 1829        | 1832        | NC                                               |       |
| George FitzClarence                  | 1833        | 1842        | NC                                               |       |
| Auguste-Frédéric de Sussex           | 1842        | 1843        | NC                                               |       |
| Albert de Saxe-Cobourg-Gotha         | 1843        | 1861        | Prince consort.                                  |       |
| Victor de Hohenlohe-Langenbourg      | 1867        | 1891        | NC                                               |       |
| John Campbell                        | 1892        | 1914        | NC                                               |       |
| Adolphus Cambridge                   | 1914        | 1927        | NC                                               |       |
| Reginald Brett                       | 1928        | 1930        | NC                                               |       |
| Alexander Cambridge                  | 1931        | 1957        | NC                                               |       |
| William Slim                         | 1964        | 1970        | NC                                               |       |
| Charles Elworthy                     | 1971        | 1978        | NC                                               |       |
| John Grandy                          | 1978        | 1988        | NC                                               |       |
| David John Hallifax                  | 1988        | 1992        | NC                                               |       |
| Patrick Palmer                       | 1992        | 2000        | NC                                               |       |
| Richard Johns                        | 2000        | 2008        | NC                                               |       |
| Ian Jenkins                          | 2008        | 2009        | Mort en service                                  | [ 2 ] |
| Ian Macfadyen                        | 2009        | 2014        | NC                                               |       |
| James Perowne                        | 2014        | 2022        | NC                                               | [ 3 ] |
| Philip Jones                         | Depuis 2022 | Depuis 2022 | Depuis 2022                                      |       |